# Influencia humana
Influencia Humana fue un programa de televisión chileno, de tipo late show, emitido por Telecanal dirigido por José Tomás Arrigorriaga  y conducido por el periodista Pablo Zúñiga, además de la participación de Felipe Avello y Jorge Castro de la Barra. 
Debutó el 16 de noviembre de 2009 con Felipe Camiroaga y Álvaro Escobar, como invitados.
El programa contaba con capítulos de estreno de lunes a jueves, y un resumen semanal el viernes. Su horario fue de lunes a viernes a las 23:30, pero a mediados de enero se corrió media hora más tarde.
El jueves 11 de febrero de 2010 se emitió el último capítulo de Influencia humana, en el cual no asistieron invitados, sino que sólo los panelistas Felipe Avello y Jorge Castro de la Barra, quienes destruyeron la escenografía del programa. Lo curioso es que el programa se siguió emitiendo durante las dos semanas siguientes con capítulos nuevos, ya que estos habían sido grabados previamente porque Pablo Zúñiga se encontraría en Viña del Mar participando de La movida del festival.
Luego del fin del programa, Zúñiga comentó en programas de televisión y Twitter, que Influencia humana volvería dentro de 2010 en un canal "más grande" que Telecanal. Esto se ve imposible, ya que actualmente trabaja en Mega como coanimador de Gigantes con Vivi y como panelista de Mira quién habla.
Se dice que en 2014 regresaría. Pero no volvió.

## Secciones
- Alta Tensión
- El Sí y No de la Economía
- El Discurso
- La Gran Cagada
- Reportera Sin PSU

## Invitados
Entre los invitados que asistieron al programa se encuentran: Felipe Camiroaga, Vivi Kreutzberger, Pamela Díaz, Marco Enríquez-Ominami, Paulina Nin de Cardona, Juvenal Olmos, Álvaro Escobar, Ena von Baer, Claudio Orrego, Catalina Pulido, Ignacio Valenzuela, José Miguel Viñuela, Sebastián Jiménez, Aldo Schiappacasse, DJ Méndez, Fabrizio Copano, Marcelo Comparini, Jeannette Moenne-Loccoz, Álvaro Salas, Denisse Malebrán, Mariela Montero y Andrea Dellacasa.
- Datos: Q5915752